# Robert Parish
Robert Parish (nascido em 30 de agosto de 1953) é um ex-jogador de basquete que jogou como Pivô em 21 temporadas na NBA. Ele jogou 1.611 jogos da temporada regular em sua carreira, um recorde da NBA. Parish era conhecido por ser forte defensivamente, pelos seus arremessos e seus rebotes em momentos cruciais dos jogos.
Parish foi eleito para o Basketball Hall of Fame em 2003. Em 1996, Parish também foi nomeado como um dos 50 maiores jogadores da história da NBA. Seu apelido era The Chief, em homenagem ao fictício Chief Bromden, um silencioso e gigante personagem nativo americano no filme Um Estranho no Ninho. De acordo com Parish, o ex-jogador dos Celtics, Cedric Maxwell, deu-lhe este apelido por causa de sua natureza estoica.

## Primeiros anos
Robert é o filho de Robert Sr. e Ada Parish. Ele é o mais velho de seus quatro irmãos.
Parish já tinha 1,98m na sétima série, quando o treinador colegial Coleman Kidd o notou e encorajou-o a jogar basquete, o que era novo para ele. Coleman deu a Parish uma bola de basquete para praticar. Foi nessa época que Parish começou a usar seu uniforme nº 00: No dia em que distribuíram os uniformes na escola secundária, era a única camisa que restava.
"Eu realmente não gostava de basquete." Parish disse, falando sobre como ele se concentrava no futebol americano, beisebol e atletismo. “[O treinador] Coleman ia à minha casa e me levava para treinar todos os dias até que eu tivesse que começar a me interessar, dou todo o crédito a ele.”
Parish frequentou a Woodlawn High School em Shreveport, Louisiana, onde jogou sob o comando do treinador Ken Ivy. Ele tinha frequentado a Union High School até que a escolha foi fechada devido à dessegregação. Nomeada como All-American, All-State, All-District e All-City em 1972, Parish levou a Woodlawn High School ao campeonato estadual da Associação de Atletismo da Louisiana em 1972.

## Carreira universitária

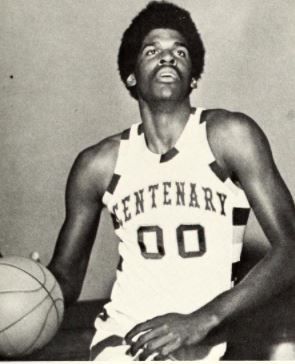
Robert Parish do Centenary College na temporada 1974-75

Parish frequentou a Centenary College of Louisiana, jogando sob o comando do técnico Larry Little, de 1972 a 1976, escolhendo a universidade porque ficava perto de sua casa. No entanto, ele praticamente não foi notado por causa de uma das mais severas penalidades já aplicadas pela NCAA.
"A razão pela qual eu escolhi Centenary é por causa de seus treinadores", disse Parish. "Fiquei muito impressionado com os treinadores."
Em 1965, a NCAA adotou a chamada "regra 1.6" para determinar a elegibilidade acadêmica dos ingressantes. De acordo com suas disposições, calouros seriam academicamente qualificados se suas notas do ensino médio e os resultados dos testes padronizados tivessem uma média mínima de 1,6 pontos em uma escala de 4 pontos.
Parish fez um teste padronizado que não se encaixava na fórmula da NCAA; Centenary converteu sua pontuação em um equivalente que se encaixava na fórmula, o que ela havia feito para outros 12 atletas nos dois anos anteriores. Isto foi uma violação das regras da NCAA; no entanto, a NCAA não havia prestado atenção às ações da escola antes do recrutamento da Parish.
Pouco antes da Parish ser matriculado, a NCAA notificou Centenary de que ele e quatro outros jogadores de basquete cujas notas haviam sido convertidas, não eram elegíveis para jogar, mas disse que a escola não estaria sujeita à penalidade se rescindisse as cinco bolsas de estudo. Centenary argumentou que a regra não dizia que a escola não podia converter as pontuações, enquanto a NCAA argumentava que Centenary não podia usar o teste realizado para estabelecer a elegibilidade.
Quando Centenary recusou-se a retirar as bolsas, a NCAA emitiu uma das sanções mais severas de sua história. O programa de basquete da escola foi colocado em liberdade vigiada por seis anos, período durante o qual não foi excluído apenas do jogo pós-temporada, mas seus resultados e estatísticas foram excluídos das estatísticas semanais e sua existência não foi reconhecida nos guias de imprensa anuais da NCAA.
Dias depois de sua decisão, a NCAA revogou a regra 1.6 - mas recusou-se a tornar os cinco jogadores elegíveis. Alguns meses depois, todos os cinco, incluindo Parish, processaram a NCAA por sua elegibilidade, mas perderam. A decisão tornou Parish uma espécie de "homem invisível" que acumulou enormes estatísticas na obscuridade. Em seus quatro anos no Centenary, o time teve um recorde de 87-21. Enquanto ele teve uma média de 21,6 pontos e 16,9 rebotes por jogo durante sua carreira universitária, a NCAA não inclui as estatísticas da Parish em seus livros de recordes.

#### Pan-Americano de 1975
Entre seu terceiro e quarto ano na universidade, Parish jogou na Seleção Americana de Basquetebol nos Jogos Pan-Americanos de 1975. Suas dificuldades com a NCAA indiretamente o levaram a não ser recomendado para um lugar na equipe. Centenary o enviou até Salt Lake City para tentar uma vaga; ele acabou sendo eleito capitão por unanimidade e levou a equipe a uma medalha de ouro.

#### Legado na universidade
Durante todo o seu tempo em Centenary, Parish optou por não escapar do anonimato, seja indo para a NBA ou para a ABA, ou se transferindo para outra faculdade. Na época, os olheiros profissionais não questionavam suas habilidades físicas, mas estavam divididos se sua decisão de permanecer em Centenar era uma demonstração de lealdade ou evidência de má tomada de decisão. Por sua parte, Parish disse: "Eu não me transferi porque Centenary não fez nada de errado. E eu não me arrependo."
No geral, Parish teve uma média de 21,6 pontos e 16,9 rebotes em sua carreira de 108 jogos em Centenary. A Sporting News nomeou-o pra Primeira-Equipe All-American.
Em 2018, a NCAA anunciou que os recordes de Parish seriam reconhecidos e colocados no Livro de Registros da NCAA após um apelo formal da Centenary College.

## Carreira na NBA (1976-1997)

### Golden State Warriors (1976-1980)
Após a faculdade, Parish foi selecionado na primeira rodada do Draft da NBA de 1976 pelo Golden State Warriors. Ele também foi selecionado pelo Utah Stars no Draft da ABA em 1973. Os Warriors foram campeões da NBA em 1975 (duas temporadas antes de Parish chegar). No entanto, quando a Parish se juntou aos Warriors, o declínio da equipe começou, e eles não foram para os playoffs em 1978 a 1980.
"Eu estava pensando seriamente em ter uma carreira de basquete muito curta por causa de todas as derrotas que eu experimentei com os Warriors e principalmente por ter considerado culpado pelo fim do Warriors." Parish disse de seu tempo com o Golden State. "Eu entendo isso porque fui o jogador número 1 (No draft de 1976) e a culpa recai sobre meus ombros. Mas o basquete não é um esporte individual. É um esporte coletivo. E eu sinto que a equipe foi uma montagem de desajustados e muitos pensamentos independentes. Os caras estavam pensando em si mesmos, em oposição à equipe".
No início de sua carreira, Parish listou Mike Mitchell, Jamaal Wilkes e Bill Laimbeer como alguns dos "assassinos silenciosos" da NBA, ou seja, jogadores cujas contribuições muitas vezes não podem ser medidas por estatísticas.
Em 307 jogos ao longo de quatro temporadas, Parish teve uma média de 13,8 pontos, 9,5 rebotes e 1,8 bloqueios com os Warriors.

### Boston Celtics (1980-1994)

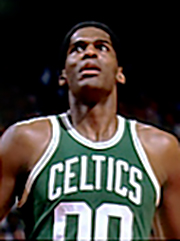
Robert Parish durante seu tempo nos Celtics.

A caminho do Draft da NBA de 1980, o Boston Celtics perdeu Dave Cowens que se aposentou e tinha Larry Bird pronto para começar sua segunda temporada na NBA. Os Celtics tinha a 1° escolha geral no draft.
Em 9 de junho de 1980, em uma troca pré-draft, o presidente dos Celtics, Red Auerbach, mandou a 1° escolha geral e uma outra escolha de primeira rodada para a Warriors por Parish e a escolha de primeira rodada dos Warriors, a terceira geral. Com essa troca, os Celtics selecionaram Kevin McHale e os Warriors selecionaram Joe Barry Carroll com a primeira escolha.
Refletindo sobre a troca depois de sua aposentadoria, Parish disse: "Fiquei surpreso no início. Mas quando desliguei depois que eles me ligaram e disseram que eu estava sendo negociado para o Boston Celtics, eu comemorei... porque eu fui da (penitenciária) para a cobertura, na minha opinião... Isso foi o que foi tão recompensador em estar com os Celtics, eles eram todos de time, você joga pelo nome na frente da camisa, não pelo nome na parte de trás, então foi refrescante para mim, porque essa é a minha mentalidade, com os jogadores com quem eu estava jogando (em Golden State), eu não conseguia que eles entendessem os benefícios e as recompensas de jogar juntos. Ser negociado para os Celtics mudou a trajetória da minha carreira."

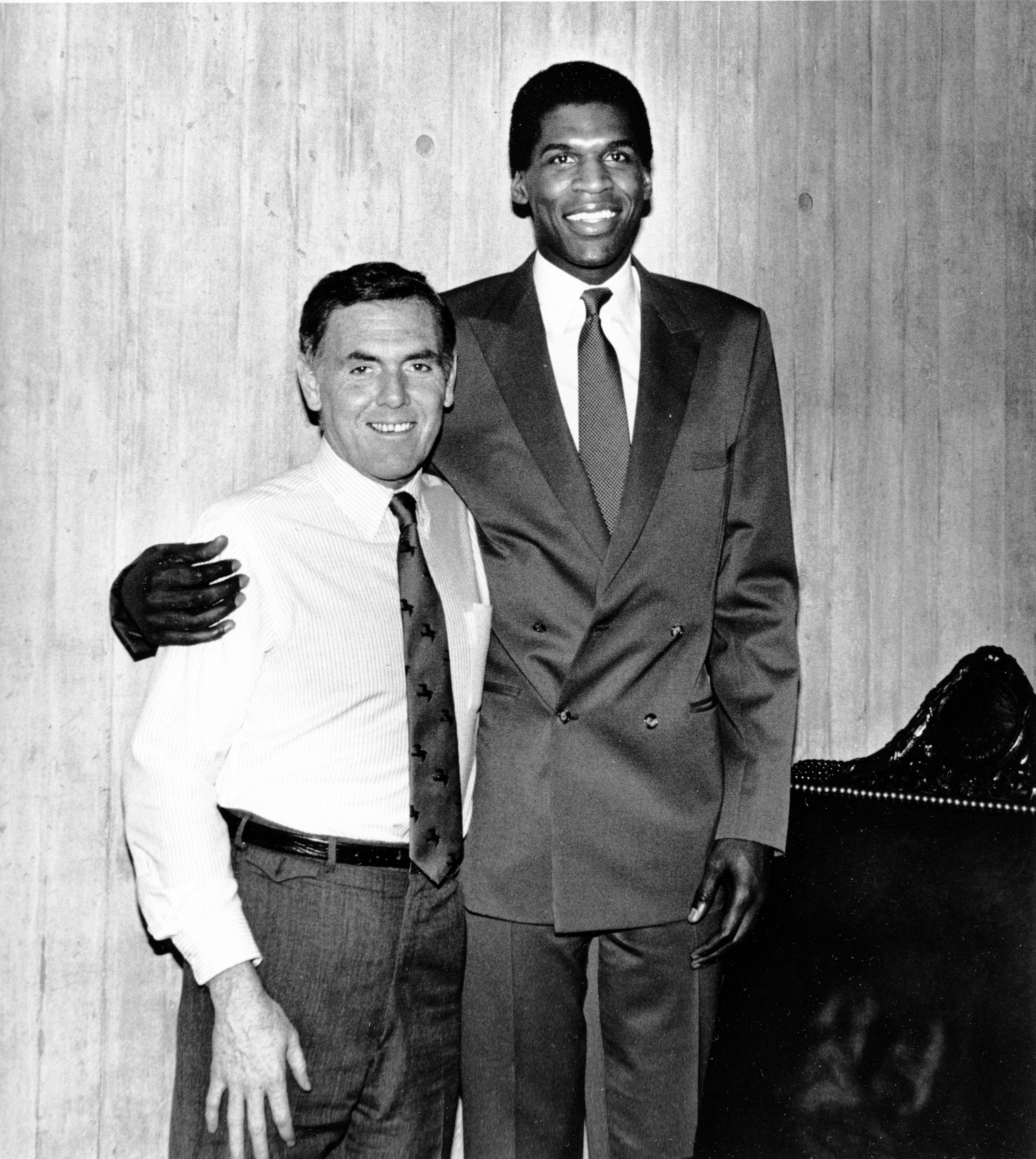
Parish, em meados dos anos 80, com o prefeito de Boston, Raymond Flynn.

Completar a troca deu aos Celtics um imponente time composto por por Bird, Parish, Cedric Maxwell e McHale.
Jogando 14 anos nos Celtics de 1980 a 1994, Parish ganhou três títulos da NBA (1981, 1984 e 1986), em parceria com Bird e McHale. O trio ficou conhecido como "The Big Three" e é considerado um dos maiores trios da história da NBA. todos os três foram nomeados para a equipe do 50º aniversário da NBA.
Parish é o líder de todos os tempos dos Celtics em bloqueios (1.703), rebotes ofensivos (3.450), rebotes defensivos (7.601) e rebotes totais (21.620). Em 14 temporadas e 1,106 jogos com os Celtics, Parish tem uma média de duplos-duplos de 16,5 pontos e 10,0 rebote.

### Charlotte Hornets (1994-1996)
Em 4 de agosto de 1994, Parish deixou os Celtics e assinou como agente livre irrestrito com o Charlotte Hornets, aos 41 anos. Ele jogou em duas temporadas com os Hornets, jogando como reserva de Alonzo Mourning.

### Chicago Bulls (1996-1997)
Em 25 de setembro de 1996, Parish assinou como agente livre com o Chicago Bulls após sua dispensa dos Hornets.
Jogando sua última temporada na NBA com o Chicago Bulls em 1996-97, ele ganhou seu quarto título da NBA. Aos 43 anos, ele é o terceiro jogador mais velho a jogar um jogo da NBA, atrás de Nat Hickey, do Providence Steamrollers, e de Kevin Willis, do Dallas Mavericks.
Em 25 de agosto de 1997, Parish se aposentou oficialmente.

#### Números totais da carreira
A partir de 2018, Parish é o primeiro na lista de mais jogos na NBA com 1.611 jogos disputados. A partir de 2018, ele também continua sendo o jogador mais velho a vencer um título da NBA.
No geral, em 1611 jogos da NBA, Parish teve uma média de 14,5 pontos, 9,1 rebotes e 1,5 bloqueios. Em 184 jogos de playoffs da carreira, Parish teve uma média de 15,3 pontos, 9,6 rebotes e 1,7 bloqueios.
Parish detém os recordes da NBA de mais rebotes defensivos (10.117) e mais rebotes ofensivos nos playoffs (571).

#### Legado
Em 1996, Parish, juntamente com os companheiros Larry Bird e Kevin McHale, foi selecionado como um dos 50 Maiores Jogadores da História da NBA. Em 1998, os Celtics aposentaram o famoso número #00 de Parish no intervalo de um jogo entre Celtics e Pacers; Isso permitiu que Bird, então treinador dos Pacers, participasse da cerimônia.
"Ele estava lá para todos os treinos", disse McHale sobre Parish. "Para cada jogo. Ele raramente perdia alguma coisa. Sua longevidade é inacreditável, mas sua confiabilidade foi tão impressionante quanto."
Parish continua ativo como consultor e mentor dos pivôs dos Celtics.
"Eu nunca fui procurar ou querer atenção, admiração ou um tapinha nas costas pelo que fiz", disse Parish. “Eu fiz o meu trabalho. Eu fui pago por fazer o meu trabalho. Aquilo foi o suficiente para mim. Essa é uma das razões pelas quais eu consegui aceitar um papel menor nessas equipes nos anos 80. Eu não tenho um ego enorme."

## Prêmios
- 9x All-Star com o Boston Celtics.
- Segunda-Equipe All-NBA em 1981-82.
- Terceira-Equipe All-NBA em 1988-89.
- 4x Campeão da NBA.
- Recorde da NBA de mais jogos (1,611) em 21 anos.

## Honras

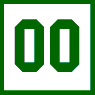
A camisa #00 dos Celtics de Parish foi aposentada em 1997.

- Em 1982, Parish foi introduzido no Hall da Fama do Basquete de Louisiana.

- Parish foi introduzido no Basketball Hall of Fame em 2003.

- #00 foi aposentado pelo Boston Celtics em 1998.[20]

- Em 2001, Parish foi introduzido no Hall da Fama dos Esportes de Louisiana.[21]

- Parish foi introduzido no Hall da Fama do Basquete Universitário em 2006.

## Estatísticas
| † | Campeão da NBA |

### Temporada regular
| Ano      | Equipe       | PJ    | PT    | MPJ  | AP   | 3P   | LL   | RT   | AS  | BR  | TO  | PPJ  |
| -------- | ------------ | ----- | ----- | ---- | ---- | ---- | ---- | ---- | --- | --- | --- | ---- |
| 1976–77  | Golden State | 77    | 1     | 18.0 | .503 | -    | .708 | 7.1  | 1.0 | 0.7 | 1.2 | 9.1  |
| 1977–78  | Golden State | 82    | 37    | 24.0 | .472 | -    | .625 | 8.3  | 1.2 | 1.0 | 1.5 | 12.5 |
| 1978–79  | Golden State | 76    | 75    | 31.7 | .499 | -    | .698 | 12.1 | 1.5 | 1.3 | 2.9 | 17.2 |
| 1979–80  | Golden State | 72    | 69    | 29.4 | .507 | .000 | .715 | 10.9 | 1.7 | 0.8 | 1.6 | 17.0 |
| 1980–81† | Boston       | 82    | 82    | 28.0 | .545 | .000 | .710 | 9.5  | 1.8 | 1.0 | 2.6 | 18.9 |
| 1981–82  | Boston       | 80    | 78    | 31.7 | .542 | .000 | .710 | 10.8 | 1.8 | 0.8 | 2.4 | 19.9 |
| 1982–83  | Boston       | 78    | 76    | 31.5 | .550 | .000 | .698 | 10.6 | 1.8 | 1.0 | 1.9 | 19.3 |
| 1983–84† | Boston       | 80    | 79    | 35.8 | .546 | .000 | .745 | 10.7 | 1.7 | 0.7 | 1.5 | 19.0 |
| 1984–85  | Boston       | 79    | 78    | 36.1 | .542 | .000 | .743 | 10.6 | 1.6 | 0.7 | 1.3 | 17.6 |
| 1985–86† | Boston       | 81    | 80    | 31.7 | .549 | .000 | .731 | 9.5  | 1.8 | 0.8 | 1.4 | 16.1 |
| 1986–87  | Boston       | 80    | 80    | 37.4 | .556 | .000 | .735 | 10.6 | 2.2 | 0.8 | 1.8 | 17.5 |
| 1987–88  | Boston       | 74    | 73    | 31.2 | .589 | .000 | .734 | 8.5  | 1.6 | 0.7 | 1.1 | 14.3 |
| 1988–89  | Boston       | 80    | 80    | 35.5 | .570 | .000 | .719 | 12.5 | 2.2 | 1.0 | 1.5 | 18.6 |
| 1989–90  | Boston       | 79    | 78    | 30.3 | .580 | .000 | .747 | 10.1 | 1.3 | 0.5 | 0.9 | 15.7 |
| 1990–91  | Boston       | 81    | 81    | 30.1 | .598 | .000 | .767 | 10.6 | 0.8 | 0.8 | 1.3 | 14.9 |
| 1991–92  | Boston       | 79    | 79    | 28.9 | .535 | .000 | .772 | 8.9  | 0.9 | 0.9 | 1.2 | 14.1 |
| 1992–93  | Boston       | 79    | 79    | 27.2 | .535 | .000 | .689 | 9.4  | 0.8 | 0.7 | 1.4 | 12.6 |
| 1993–94  | Boston       | 74    | 74    | 26.9 | .491 | .000 | .740 | 7.3  | 1.1 | 0.6 | 1.3 | 11.7 |
| 1994–95  | Charlotte    | 81    | 4     | 16.7 | .427 | .000 | .703 | 4.3  | 0.5 | 0.3 | 0.4 | 4.8  |
| 1995–96  | Charlotte    | 74    | 34    | 14.7 | .498 | .000 | .704 | 4.1  | 0.4 | 0.3 | 0.7 | 3.9  |
| 1996–97† | Chicago      | 43    | 3     | 9.4  | .490 | .000 | .677 | 2.1  | 0.5 | 0.1 | 0.4 | 3.7  |
| Carreira | Carreira     | 1,611 | 1,320 | 28.4 | .537 | .000 | .721 | 9.1  | 1.4 | 0.8 | 1.5 | 14.5 |
| All-Star | All-Star     | 9     | 1     | 15.8 | .529 | –    | .667 | 5.9  | 0.9 | 0.4 | 0.9 | 9.6  |

### Playoffs
| Ano      | Equipe       | PJ  | PT  | MPJ  | AP   | 3P   | LL   | RT   | AS  | BR  | TO  | PPJ  |
| -------- | ------------ | --- | --- | ---- | ---- | ---- | ---- | ---- | --- | --- | --- | ---- |
| 1977     | Golden State | 10  | 0   | 23.9 | .481 | -    | .654 | 10.3 | 1.1 | 0.7 | 1.1 | 12.1 |
| 1981†    | Boston       | 17  | 17  | 28.9 | .493 | .000 | .672 | 8.6  | 1.1 | 1.2 | 2.3 | 15.0 |
| 1982     | Boston       | 12  | 12  | 35.5 | .488 | .000 | .680 | 11.3 | 1.5 | 0.4 | 4.0 | 21.3 |
| 1983     | Boston       | 7   | 7   | 35.6 | .483 | .000 | .850 | 10.6 | 1.3 | 0.7 | 1.3 | 14.7 |
| 1984†    | Boston       | 23  | 23  | 37.8 | .478 | .000 | .646 | 10.8 | 1.2 | 1.0 | 1.8 | 14.9 |
| 1985     | Boston       | 21  | 21  | 38.2 | .493 | .000 | .784 | 10.4 | 1.5 | 1.0 | 1.6 | 17.1 |
| 1986†    | Boston       | 18  | 18  | 32.8 | .471 | .000 | .652 | 8.8  | 1.4 | 0.5 | 1.7 | 15.0 |
| 1987     | Boston       | 21  | 21  | 35.0 | .567 | .000 | .767 | 9.4  | 1.3 | 0.9 | 1.7 | 18.0 |
| 1988     | Boston       | 17  | 17  | 36.8 | .532 | .000 | .820 | 9.9  | 1.2 | 0.6 | 1.1 | 14.7 |
| 1989     | Boston       | 3   | 3   | 37.3 | .455 | .000 | .778 | 8.7  | 2.0 | 1.3 | 0.7 | 15.7 |
| 1990     | Boston       | 5   | 5   | 34.0 | .574 | .000 | .944 | 10.0 | 2.6 | 1.0 | 1.4 | 15.8 |
| 1991     | Boston       | 10  | 10  | 29.6 | .598 | .000 | .689 | 9.2  | 0.6 | 0.8 | 0.7 | 15.8 |
| 1992     | Boston       | 10  | 10  | 33.5 | .495 | .000 | .714 | 9.7  | 1.4 | 0.7 | 1.5 | 12.0 |
| 1993     | Boston       | 4   | 4   | 36.5 | .544 | .000 | .857 | 9.5  | 1.3 | 0.2 | 1.5 | 17.0 |
| 1995     | Charlotte    | 4   | 0   | 17.8 | .545 | .000 | .400 | 2.3  | 0.3 | 0.0 | 0.8 | 3.5  |
| 1997†    | Chicago      | 2   | 0   | 9.0  | .143 | .000 | .000 | 2.0  | 0.0 | 0.0 | 1.5 | 1.0  |
| Carreira | Carreira     | 184 | 168 | 33.6 | .506 | .000 | .722 | 9.6  | 1.3 | 0.8 | 1.7 | 15.3 |

Fonte: